# Groupe de NGC 5044
Le groupe de NGC 5044 est un groupe de galaxies situé dans la constellation de la Vierge. Ce groupe comprend 18 galaxies, dont NGC 5044. La distance moyenne entre ce groupe et la Voie lactée est d'environ 44,2 Mpc (∼144 millions d'al).

## Les gaz chauds du groupe de NGC 5044

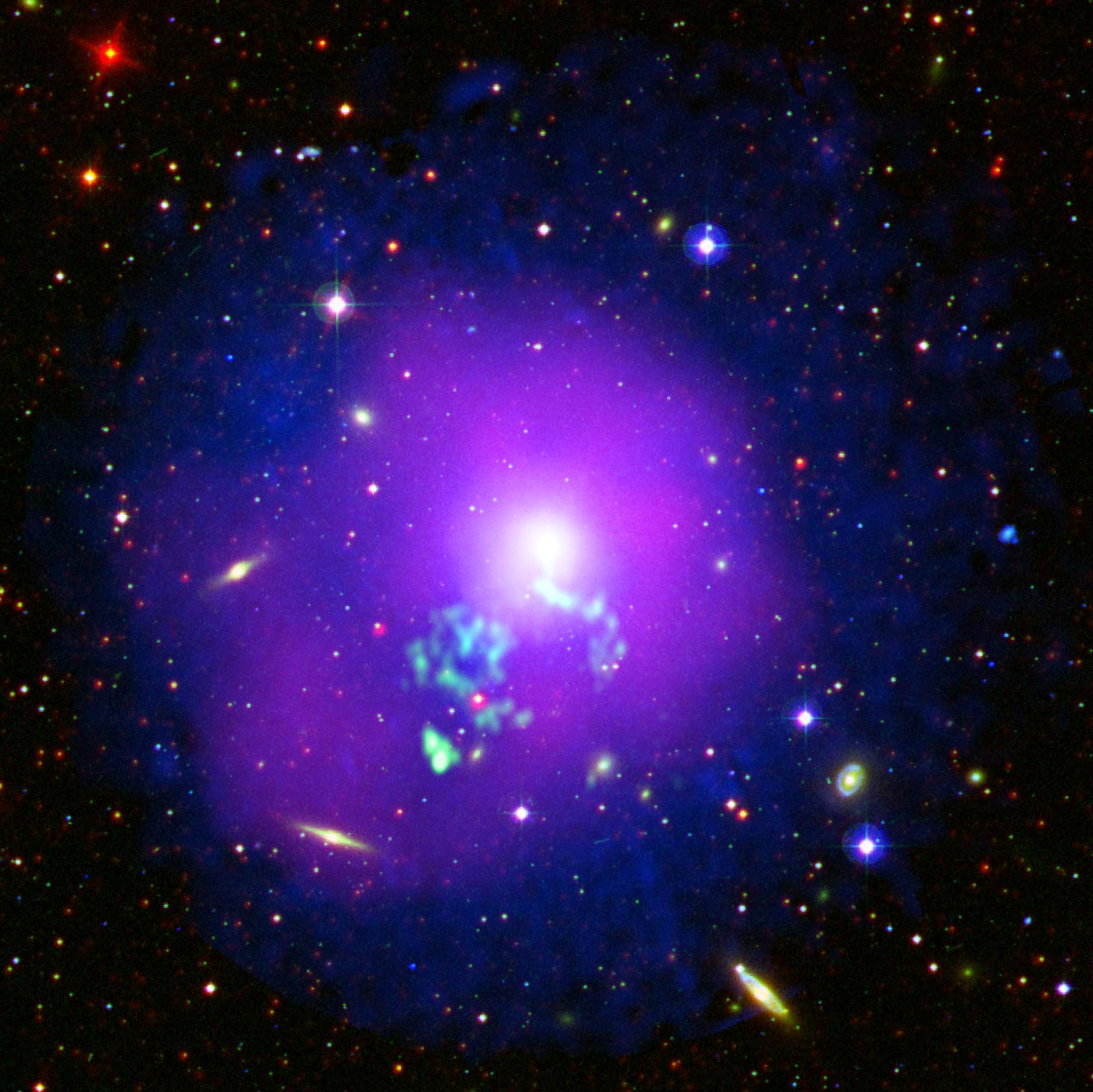
Image composite des galaxies du groupe de NGC 5044. En violet, distribution des atomes de fer.

Les grands amas de galaxies sont imprégnés d'une quantité importante de gaz diffus. Avec des températures pouvant dépasser les 10 millions de degrés, les gaz des groupes de galaxies et des amas de galaxies sont assez chauds pour briller intensément dans le domaine des rayons X et peuvent ainsi être observés par l'observatoire spatial XMM-Newton de l'Agence spatiale européenne. Lorsque des galaxies traversent ces gigantesques régions, elles mélangent parfois le gaz et lui donnent alors des formes étranges. C'est le cas du groupe de galaxies de NGC 5044, le groupe le plus brillant du ciel dans le domaine des rayons X, représenté sur l'image composite ci-contre. L'image est une combinaison d'images optiques du relevé DSS ainsi que d'images infrarouges et ultraviolettes des satellites WISE et GALEX de la NASA. La grande tache bleue correspond aux régions d'émission X détectées par XMM-Newton et elle montre donc la distribution des gaz chauds entre les galaxies du groupe de NGC 5044.
Les observations d'émissions X permettent aussi aux astronomes de voir la lueur des atomes de fer qui ont été forgés par les supernovae des galaxies puis diffusés dans l'espace intergalactique. Sur l'image, la distribution des atomes de fer est représentée en violet. Sur l'image, on voit aussi un filament vert qui s'étend de la galaxie centrale (NGC 5044) vers le bas à droite. Ce sont des nuages de plasma qui émettent des ondes radio, un rappel de l'activité passée d'un trou noir supermassif qui se cache au centre du groupe. Les émissions de ce filament ont été captées par le radiotélescope géant Metrewave installé sur le sol de Pune en Inde.
La distribution du gaz intergalactique est asymétrique, avec une grande tache en haut à droite de l'image et une plus petite en bas à gauche. Les astronomes pensent que cela provient d'une galaxie qui aurait traversé le groupe il y a plusieurs millions d'années. Il s'agirait de la galaxie NGC 5054 non visible sur l'image, étant au-delà du coin inférieur gauche. Ce passage de NGC 5054 près du centre du groupe de NGC 5044 pourrait aussi être responsable de la forme torsadée du filament d'émission d'ondes radio.

## Membres
Le tableau ci-dessous liste les 17 galaxies mentionnées dans un article de Sengupta et Balasubramanyam paru en 2006.
Ce groupe est aussi mentionné dans un article publié par A.M. Garcia en 1993, mais il ne comprend que neuf galaxies. Une nouvelle galaxie qui ne brille pas dans le domaine des rayons X, MCG -3-33-31 (dernière ligne du tableau) y apparait. Les huit autres galaxies de la liste de Garcia font toutes partie de celle de Sengupta et Balasubramanyam, mais certaines ont des désignations différentes : MCG -2-34-10 (UGCA 338) et PGC 46042 (SGC 1316.2-1722).
| Nom             | Classification | Type                               | α (J2000.0)   | δ (J2000.0)  | Vitesse radiale (km/s) | Magnitude apparente | Distance (Mpc) | Diamètre (kal) |
| --------------- | -------------- | ---------------------------------- | ------------- | ------------ | ---------------------- | ------------------- | -------------- | -------------- |
| NGC 5017        | E pec          | Elliptique                         | 13h 12m 54.5s | -16° 45′ 57″ | 2546 ± 18              | 12,6                | 42,2 ± 3,0     | 57             |
| NGC 5030        | SB0^+(r)?      | Lenticulaire                       | 13h 13m 54.1s | -16° 29′ 27″ | 2397 ± 45              | 12,7                | 40,0 ± 2,9     | 61             |
| NGC 5031        | S0^+?          | Lenticulaire                       | 13h 14m 03.2s | -16° 07′ 23″ | 2839 ± 45              | 12,9                | 46,6 ± 3,3     | 67             |
| NGC 5044        | E0             | Elliptique                         | 13h 15m 24.0s | -16° 23′ 08″ | 2782 ± 23              | 10,8                | 45,7 ± 3,2     | 109            |
| NGC 5049        | S0             | Lenticulaire                       | 13h 15m 59.3s | -16° 23′ 50″ | 3023 ± 19              | 13,0                | 49,2 ± 3,5     | 69             |
| IC 863          | SB0/a?(rs) pec | Lenticulaire                       | 13h 17m 12.4s | -17° 15′ 16″ | 2514 ± 3               | 15,2                | 41,7 ± 2,9     | 74             |
| NGC 5044-1 A    | ?              | ?                                  | ?             | ?            | 2900 ± ?.              | ?                   | 40,5           | ?              |
| LEDA 83813      | dE             | Naine elliptique                   | 13h 14m 07.4s | -16° 25′ 36″ | 2688 ± 51              | 16,04               | 44,3 ± 3,1     | ?              |
| LEDA 83798      | SdIC?          | Spirale                            | 13h 13m 28.4s | -16° 18′ 53″ | 2654 ± 45              | 15,52               | 43,8 ± 3,2     | ?              |
| UGCA 338        | SAB(s)dm       | Spirale intermédiaire magellanique | 13h 13m 34.3s | -15° 25′ 55″ | 2503 ± 5               | 13,4                | 41,6 ± 2,9     | 72             |
| MCG -3-34-41    | Sc?            | Spirale                            | 13h 17m 06.1s | -16° 15′ 08″ | 2636 ± 2               | 11,85               | 43,5 ± 3,1     | 98             |
| MCG -3-34-20    | E              | Elliptique                         | 13h 13m 12.5s | -16° 07′ 50″ | 2739 ± 10              | 13,6191             | 45,1 ± 3,2     | 24             |
| MCG -3-34-14    | SAB(s)c? pec   | Spirale intermédiaire              | 13h 12m 35.4s | -17° 32′ 33″ | 2763 ± 4               | 10,58               | 45,4 ± 3,2     | 82             |
| MCG -3-34-04    | S0+?           | Lenticulaire                       | 13h 08m 44.1s | -16° 36′ 08″ | 2569 ± 4               | 13,2816             | 42,6 ± 3,0     | 65             |
| LCSB S1851O     | d:SO           | Lenticulaire                       | 13h 17m 36.4s | -16° 32′ 25″ | 2878 ± 45              | 14,71               | 47,1 ± 3,4     | 58             |
| SGC 1317.2-1702 | SB(s)dm        | Spirale barrée magellanique        | 13h 19m 54.8s | -17° 18′ 56″ | 2686 ± 2               | 12,913 ± 0,014 B    | 44,2 ± 3,1     | 78             |
| SGC 1316.2-1722 | SAB(rs)m       | Spirale intermédiaire magellanique | 13h 18m 56.5s | -17° 38′ 06″ | 2499 ± 1               | 17,8541 ± 0,0631    | 41,5 ± 2,9     | 75             |
| MCG -3-33-31 C  | SAB(s)m?       | Spirale intermédiaire magellanique | 13h 05m 15.6s | -16° 53′ 18″ | 2875 ± 45              | 14,949 ± 0,005 B    | 47,2 ± 3,4     | 74             |

- A Cette galaxie ne figure dans aucune base de données consultée. Il s'agit peut-être de la galaxie naine ultra compacte NGC 5044 UCD-1.
- B Dans l'infrarouge proche.
- C Provient de la liste de Garcia[5]. Cette galaxie ne brille pas dans le domaine des rayons X.

Le site DeepskyLog permet de trouver aisément les constellations des galaxies mentionnées dans ce tableau ou si elles ne s'y trouvent pas, l'outil du site constellation permet de le faire à l'aide des coordonnées de la galaxie. Sauf indication contraire, les données proviennent du site NASA/IPAC.